# Сьвенця
Сьвенця (пол. Święcia) — село в Польщі, у гміні Рихвал Конінського повіту Великопольського воєводства.
Населення — 260 осіб (2011).
У 1975-1998 роках село належало до Конінського воєводства.

## Демографія
Демографічна структура станом на 31 березня 2011 року:
|          | Загалом | Допрацездатний вік | Працездатний вік | Постпрацездатний вік |
| -------- | ------- | ------------------ | ---------------- | -------------------- |
| Чоловіки | 135     | 40                 | 85               | 10                   |
| Жінки    | 125     | 24                 | 70               | 31                   |
| Разом    | 260     | 64                 | 155              | 41                   |